# Kim Campbell
Pour les articles homonymes, voir Campbell.
Avril Phaedra Douglas Campbell, dite  Kim Campbell, née le 10 mars 1947 à Port Alberni (Colombie-Britannique), est une avocate, enseignante et femme d'État canadienne. Elle est première ministre du Canada du 25 juin au 4 novembre 1993, première femme à accéder à la fonction.
Elle est élue à l'Assemblée législative de la Colombie-Britannique comme membre du Parti Crédit social en 1986, puis élue à la Chambre des communes du Canada comme membre du Parti progressiste-conservateur en 1988. Elle occupe plusieurs fonctions dans le cabinet du premier ministre Brian Mulroney, jusqu'à la démission de ce dernier en juin 1993. Elle lui succède à la tête du parti et du gouvernement fédéral. Lors des élections fédérales d'octobre suivant, Kim Campbell perd son propre siège parlementaire, tandis que les progressistes-conservateurs, détenant la majorité avant les élections, perdent 154 sièges, pour tomber à 2 députés. Son mandat de 132 jours en poste est le troisième plus court de l'histoire canadienne.
Bien que son mandat ne soit jamais confirmé par une élection populaire, elle demeure, jusqu'à l'élection de Claudia Sheinbaum à la tête du Mexique, la seule femme cheffe d'un gouvernement national nord-américain. Elle est aussi la deuxième femme, après la Première ministre britannique Margaret Thatcher, à prendre place à la table des chefs d'État ou de gouvernement du Groupe des sept lors de leur réunion en 1993.

## Biographie

### Jeunesse et formation
Kim Campbell est la fille de Phyllis, dite Lissa Margaret (née Cook ; 1923–2013) et de George Thomas Campbell (1920–2002). En raison du fait qu'elle n'aime pas ses prénoms (Avril Phædra Douglas), elle adopte celui de Kim pendant son adolescence.
Après ses études secondaires, elle entre à l'Université de la Colombie-Britannique,,, obtenant en 1969 un Bachelor of Arts (licence) en science politique. Elle poursuit des études en vue d'un doctorat sur le système de la gouvernance soviétique à la London School of Economics,.
Campbell enseigne la science politique à l'Université de la Colombie-Britannique et au collège communautaire de Vancouver (Vancouver Community College). Elle fait son entrée dans la vie politique en tant qu'administratrice de la Commission scolaire de Vancouver.
En 1983, elle obtient le Bachelor of Laws (maîtrise de droit) qui lui permet de s'inscrire au barreau de la Colombie Britannique, elle ouvre son cabinet à Vancouver.

### Carrière politique
Elle est élue en 1986 à l'Assemblée législative de la Colombie-Britannique, députée créditiste ; elle fait ensuite campagne sans succès pour devenir la cheffe de parti lors de la course à la direction créditiste de 1986. Quelques années après, elle démissionne de l'Assemblée législative pour être candidate lors des élections fédérales de 1988 pour le Parti progressiste-conservateur du Canada.
À la suite de son élection à la Chambre des communes, elle devient la première femme ministre de la Justice du Canada (1990-1993). Ensuite, elle occupe brièvement le ministère de la Défense nationale et des Anciens combattants.

### Première ministre
Elle se lance dans la course pour succéder à Brian Mulroney, à la direction progressiste-conservatrice et de ce fait à la direction du gouvernement, après la démission de Mulroney en 1993. Campbell défait Jean Charest au congrès du Parti progressiste-conservateur en juin et elle devient la première femme première ministre du Canada,.
La montée rapide de cette ministre méconnue jusqu'à devenir première ministre étonne le public canadien. Elle jouit d'abord d'une grande popularité, due au fait d'être la première femme à atteindre un tel poste. Pendant un certain temps, elle paraît être en mesure de réparer la réputation du Parti progressiste-conservateur du Canada, sérieusement compromise par une suite de scandales et de mesures impopulaires pendant le mandat du premier ministre Mulroney.
Les élections fédérales de 1993 sont annoncées pour l'automne. Le parti s'attend, soit à conserver le pouvoir, soit à former l'opposition officielle. Or la popularité de Campbell se détériore rapidement. La première ministre paraît avoir des difficultés à s'entretenir avec les Canadiens « ordinaires », certains l'accusant d'un ton supérieur et prétentieux. Elle fait l'observation fameuse qu'« une élection n'est pas le moment pour discuter des affaires sérieuses ». On l'accuse aussi de suivre les attitudes et positions de son prédécesseur parfois détesté, alors que les activistes scandent « Kim, Kim, you're just like him » (« Kim, Kim, vous êtes pareille à lui »).
Elle a également une tendance fâcheuse à faire des gaffes de relations publiques. Ainsi, une publicité conservatrice est largement perçue comme moquant la paralysie faciale dont souffre le chef du Parti libéral et adversaire de Campbell, Jean Chrétien.

### Défaite par les libéraux
En dépit de la campagne mouvementée, les progressistes-conservateurs restent forts dans les sondages. Le monde politique canadien est donc complètement bouleversé par le résultat des élections : le 25 octobre 1993, les libéraux gagnent une majorité massive, tandis que les progressistes-conservateurs tombent de la plus grande majorité en sièges jamais obtenue au Parlement jusqu'à un caucus de deux, la pire défaite de l'histoire parlementaire canadienne. Campbell perd même son siège à Vancouver. Bien que les conservateurs obtiennent le troisième résultat au vote populaire, un peu en arrière du Parti réformiste, la concentration du soutien pour les réformistes dans l'Ouest canadien ainsi que pour le Bloc québécois au Québec prive les progressistes-conservateurs de leurs bases d'appuis traditionnels.
La majorité des commentateurs perçoivent sa défaite sans précédent comme étant le résultat de l'impopularité de son prédécesseur plutôt que de la gouvernance de Campbell elle-même ; toutefois, elle démissionne de la direction progressiste-conservatrice quelques semaines après les élections, le 13 décembre 1993, nommant Jean Charest chef intérimaire.

### Carrière après la politique

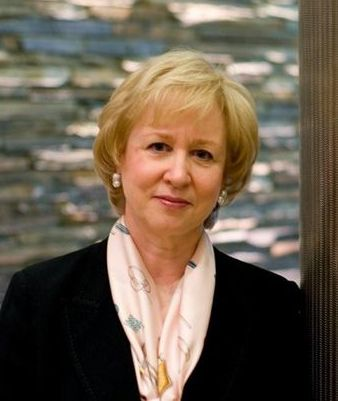
Kim Campbell en 2009.

Campbell reprend le professorat en science politique pendant quelques années, cette fois à l'université Harvard. En 1996, le gouvernement libéral la nomme au poste de consul général canadien à Los Angeles. Elle tient ce poste jusqu'en 2000.
Elle est présidente du Council of Women World Leaders (en) et secrétaire générale du club de Madrid (en), un organisme indépendant d'anciens chefs d'État et de gouvernement qui promeut la démocratie dans le monde.
Elle demeure en fonction comme maître de conférences en politique publique à la Kennedy School of Government de l'université Harvard et fait partie de plusieurs conseils d'administration de sociétés de haute technologie et de biotechnologie.
Son portrait officiel dans la galerie des premiers ministres de l'édifice du Parlement est dévoilé le 30 novembre 2004. Elle dit alors ressentir l' « honneur profond » d'être la seule femme représentée dans cette galerie et dit : « J'ai vraiment hâte au jour où mon portrait sera accompagné de beaucoup d'autres visages féminins ».
Le 2 août 2016, le bureau du premier ministre Justin Trudeau annonce la formation d'un comité non-partisan visant à reformer le processus de nomination des juges à la Cour suprême du Canada. Kim Campbell est nommée à la tête de ce groupe visant à élaborer la courte liste qui sera soumise au bureau du premier ministre,,.

### Autobiographie
En 1996, elle publie ses mémoires (en) Time and Chance: The political memoirs of Canada's first woman prime minister, Doubleday Canada, 1er avril 1996, 434 p. (ISBN 978-0385255271).

### Vie personnelle
En 1972, elle épouse le professeur de mathématiques Nathan Divinsky (en) ; le couple divorce en 1983. En 1986, elle épouse l'avocat Howard Eddy ; le couple divorce en 1993,,.
En 1997, elle épouse l'acteur et pianiste Hershey Felder (en),.

## Résultats électoraux

### Chambre des communes
| Élection          | Circonscription  | Parti | Parti                     | Voix   | %    | Résultats |
| ----------------- | ---------------- | ----- | ------------------------- | ------ | ---- | --------- |
| Fédérales de 1988 | Vancouver-Centre |       | Progressiste-conservateur | 23 620 | 37,2 | Élue      |
| Fédérales de 1993 | Vancouver-Centre |       | Progressiste-conservateur | 16 274 | 25,2 | Échec     |

### Assemblée législative de la Colombie-Britannique
Deux députés par circonscription.
| Élection | Circonscription      | Parti | Parti         | Voix   | %    | Résultats |
| -------- | -------------------- | ----- | ------------- | ------ | ---- | --------- |
| 1983     | Vancouver-Centre     |       | Crédit social | 12 740 | 19,3 | Échec     |
| 1986     | Vancouver-Point-Grey |       | Crédit social | 19 716 | 23,2 | Élue      |

## Archives
Il existe un fonds d'archives Kim Campbell à Bibliothèque et Archives Canada. Le fonds couvre une période allant de 1916 à 2004. Il contient une variété de médias incluant 58,13 mètres de documents textuels, approximativement 33 542 photos et 139 vidéos.